# Raoul I. de Tosny
Raoul de Tosny (Rodulphus de Todeniaco) (* 991 bezeugt; † vor 1024) ist das erste Mitglied des Hauses Tosny, das den Namen de Tosny trug.

## Biografie
Er war der Sohn von Rodulphus filius Hugonis, Enkel von Hugo de Calvacamp und der Neffe von Hugo, Erzbischof von Rouen und zuvor Mönch in der Abtei Saint-Denis. Erzbischof Hugues gab Raoul wohl die Domäne Tosny, die dem Erzbistum gehörte, aber recht weit von Rouen entfernt lag, wobei es bis 1014 dauert, bis Raoul als de Todeniaco, de Tosny, bezeichnet wird. Dass Hugo ihm auch die Domäne Conches-en-Ouche gab, ist weit weniger gesichert.
Auf Basis dieses Besitzes gelang Raoul im Herzogtum Normandie der Aufstieg. 991 tritt er erstmals in einem herzoglichen Dokument auf, in einem Vertrag zwischen Richard I. von Normandie und dem englischen König Æthelred.
Um 1013 ließ Herzog Richard II. an der Grenze die Burg Tillières-sur-Avre bauen, die er Néel I. de Saint-Sauveur, Raoul und seinem Sohn Roger I. de Tosny anvertraute. Einige Jahre später fiel er aus unbekanntem Grund in Ungnade. Mit vier Gefährten begab er sich auf eine Pilgerreise nach Rom, von wo aus er nach Süditalien weiterzog, um gegen das Byzantinische Reich zu kämpfen. Als er in den Augen Richards wieder Gnade fand, kehrte er in die Normandie zurück. Er starb kurze Zeit später.